# Чагинський сільський округ
Чаги́нський сільський округ (каз. Шаға ауылдық округі, рос. Чагинский сельский округ) — адміністративна одиниця у складі Сауранського району Туркестанської області Казахстану. Адміністративний центр — село Чага.
Населення — 9783 особи (2021; 8856 у 2009, 6723 у 1999, 5591 у 1989).
Станом на 1989 рік існувала Чагинська сільська рада (села 30 літ Казахстана, Чага, Чапаєва, селище Пушкіно).

## Склад
До складу округу входять такі населені пункти:
| Населений пункт         | Колишні назви | Населення, осіб (1989) | Населення, осіб (1999) | Населення, осіб (2009) | Населення, осіб (2021) |
| ----------------------- | ------------- | ---------------------- | ---------------------- | ---------------------- | ---------------------- |
| 30 літ Казахстану, село | -             | 4170                   | 4949                   | 6334                   | 6869                   |
| --АТК                   | -             | -                      | -                      | -                      | 28                     |
| --МТФ                   | -             | -                      | -                      | -                      | 7                      |
| Бершинтобе, село        | Чапаєва       | 359                    | 606                    | 863                    | 1017                   |
| Чага, село              | -             | 849                    | 1028                   | 1360                   | 1735                   |
| Шоктас, село            | Пушкіно       | 213                    | 140                    | 299                    | 127                    |